# Medalla d'Honor del Parlament de Catalunya
La Medalla d'Honor del Parlament de Catalunya és una distinció honorífica atorgada pel Parlament de Catalunya des de l'any 2000 en agraïment a la trajectòria dels membres dels seus òrgans de govern i per honorar les personalitats i els visitants il·lustres que es consideren creditors d'un reconeixement excepcional.
Sense dotació econòmica, les persones distingides amb aquest reconeixement reben una medalla que reprodueix les quatre barres sobre un fons daurat, disseny creat per Antoni Cumella l'any 1984. L'any 2000 l'orfebre Joaquim Capdevila i Gaya el va adaptar per fer la medalla.
L'any 2001 fou guardonat, a títol pòstum, Ernest Lluch, rebent el premi en nom seu les seves filles. L'any 2007 foren guardonats els membres d'Els Setze Jutges, juntament amb el seu impulsor Lluís Serrahima, sent guardonats Miquel Porter i Moix i Delfí Abella a títol pòstum, mentre que Guillermina Motta refusà la distinció. El 2015, a més de la Fundació Institut Guttmann amb motiu del seu cinquantè aniversari, i amb motiu també del trenta-cinquè aniversari de les primeres eleccions al Parlament restablert, el 20 de març de 1980, van rebre la distinció les vuit primeres diputades al Parlament, entre elles, a títol pòstum, Marta Mata que havia mort el 2006.

## Guardonats
| Any  | Premiat                                                             | Àmbit |
| ---- | ------------------------------------------------------------------- | --- |
| 2000 | Heribert Barrera i Costa                                            | Expresidents del Parlament de Catalunya |
| 2000 | Miquel Coll i Alentorn                                              | Expresidents del Parlament de Catalunya |
| 2000 | Joaquim Xicoy i Bassegoda                                           | Expresidents del Parlament de Catalunya |
| 2000 | Joan Reventós i Carner                                              | Expresidents del Parlament de Catalunya |
| 2000 | Desmond Tutu                                                        | Activista pacifista i Premi Nobel de la Pau |
| 2001 | Miquel Batllori i Munné                                             | Historiador |
| 2001 | Ernest Lluch i Martín (a títol pòstum)                              | Polític |
| 2002 | Francesc Vendrell i Vendrell                                        | Representant de l'ONU a l'Afganistan |
| 2003 | Jordi Savall i Bernadet                                             | Músic |
| 2004 | Montserrat Trueta i Llacuna                                         | Presidenta de la Fundació Catalana Síndrome de Down |
| 2005 | Adolfo Pérez Esquivel                                               | Activista pacifista i Premi Nobel de la Pau |
| 2007 | Els Setze Jutges                                                    | Grup de cantautors i intèrprets. Van rebre la medalla: Lluís Serrahima com a impulsor del col·lectiu i, com a membres, Miquel Porter i Moix (a títol pòstum), Remei Margarit, Josep Maria Espinàs, Delfí Abella (a títol pòstum), Francesc Pi de la Serra, Enric Barbat, Xavier Elies, Maria del Carme Girau, Martí Llauradó, Maria Amèlia Pedrerol, Joan Ramon Bonet, Joan Manuel Serrat, Maria del Mar Bonet, Lluís Llach i Rafael Subirachs.(Guillermina Motta, membre del grup, no la recollí) |
| 2010 | Roser Capdevila i Valls                                             | Il·lustradora |
| 2011 | Josep Guardiola i Sala                                              | Esportista |
| 2012 | Càritas Catalunya                                                   | Entitat social |
| 2012 | Òmnium Cultural                                                     | Entitat cultural |
| 2013 | Núria Gispert i Feliu                                               | Activista social |
| 2013 | Carme Ruscalleda i Serra                                            | Cuinera |
| 2013 | Anna Veiga Lluch                                                    | Investigadora |
| 2014 | Josep Carreras i Coll                                               | Cantant |
| 2015 | Rosa Barenys i Martorell                                            | Les vuit primeres diputades de la història del parlamentarisme català |
| 2015 | Maria Dolors Calvet i Puig                                          | Les vuit primeres diputades de la història del parlamentarisme català |
| 2015 | Teresa Eulàlia Calzada Isern                                        | Les vuit primeres diputades de la història del parlamentarisme català |
| 2015 | Concepció Ferrer i Casals                                           | Les vuit primeres diputades de la història del parlamentarisme català |
| 2015 | Helena Ferrer i Mallol                                              | Les vuit primeres diputades de la història del parlamentarisme català |
| 2015 | Marta Mata i Garriga (a títol pòstum)                               | Les vuit primeres diputades de la història del parlamentarisme català |
| 2015 | Trinitat Neras Plaja                                                | Les vuit primeres diputades de la història del parlamentarisme català |
| 2015 | Assumpció Sallés i González                                         | Les vuit primeres diputades de la història del parlamentarisme català |
| 2015 | Fundació Institut Guttmann                                          | Institució d'atenció i tractament especialitzat de persones amb lesions medul·lars |
| 2016 | Manel Esteller i Badosa                                             | Investigador |
| 2017 | Mossos d'Esquadra                                                   | Per la resposta als atemptats de Catalunya de 2017 |
| 2017 | Serveis d'emergències                                               | Per la resposta als atemptats de Catalunya de 2017 |
| 2017 | Guàrdia Urbana de Barcelona                                         | Per la resposta als atemptats de Catalunya de 2017 |
| 2017 | Policia Local de Cambrils                                           | Per la resposta als atemptats de Catalunya de 2017 |
| 2018 | Associació de Mestres Rosa Sensat                                   | Per la dedicació i la perseverança de mestres, famílies i ciutadans per transformar l'escola i millorar l'educació. |
| 2019 | Carola Rackete                                                      | Per la seva determinació en la defensa dels drets humans. |
| 2019 | Òscar Camps Gausachs                                                | Per la seva determinació en la defensa dels drets humans. |
| 2020 | Professionals del sistema de salut de Catalunya                     | Per la resposta excepcional davant la pandèmia per coronavirus de 2019-2020. |
| 2021 | Represaliats del procés i als col·lectius jurídics que els defensen | Per acompanyar-los institucionalment. |
| 2022 | Núria Feliu i Mestres (a títol pòstum)                              | Cantant, per la seva contribució al prestigi del català i a la normalització del seu ús amb la interpretació de versions de grans temes internacionals de la cançó estàndard i el jazz i amb la recuperació de cuplets i cançons populars catalanes. |
| 2022 | Pau Riba i Romeva (a títol pòstum)                                  | Cantant i escriptor, per l'exploració de l'expressió artística a través de diversos llenguatges i per l'obertura d'espais contraculturals entroncats amb la tradició pròpia, amb una indiscutible capacitat de mestratge. |
| 2022 | Joaquim Arenas i Sampera                                            | Primers responsables del Servei d'Ensenyament del Català, creat el 1978 per la Generalitat, principal òrgan impulsor dels programes d'immersió lingüística a les escoles catalanes. |
| 2022 | Margarida Muset i Adel                                              | Primers responsables del Servei d'Ensenyament del Català, creat el 1978 per la Generalitat, principal òrgan impulsor dels programes d'immersió lingüística a les escoles catalanes. |
| 2023 | Futbol Club Barcelona (femení)                                      | Per la contribució de les esportistes i el club al creixement, el reconeixement i la professionalització del futbol femení i la generació d'igualtat d'oportunitats que la secció comporta, generant "referents per a infants i joves en aquest àmbit", transformant la "percepció social respecte del paper de les dones en el món del futbol" i ajudant a construir una "societat més justa i igualitària en drets i oportunitats".                                                              |
| 2024 | Monestir de Montserrat                                              | Amb motiu del mil·lenari de la seva fundació i en reconeixement a la seva "trajectòria històrica, com a mantenidor dels valors populars i de les llibertats democràtiques, estant al costat de les institucions nacionals de Catalunya en els pitjors moments de la nostra història". |